# Episodi di Speechless (prima stagione)
La prima stagione della serie televisiva Speechless, composta da ventitre episodi, è stata trasmessa in prima visione assoluta negli Stati Uniti su ABC dal 21 settembre 2016 al 17 maggio 2017.
In Italia la stagione è stata trasmessa su Fox, canale a pagamento della piattaforma satellitare Sky, dal 12 maggio al 28 luglio 2017. In chiaro è andata in onda su TV2000 dal 24 maggio 2018.
| n° | Titolo originale          | Titolo italiano              | Prima TV USA      | Prima TV Italia |
| -- | ------------------------- | ---------------------------- | ----------------- | --------------- |
| 1  | P-i-Pilot                 | La rampa                     | 21 settembre 2016 | 12 maggio 2017  |
| 2  | N-e-New A-i-Aide          | I nuovi vicini               | 28 settembre 2016 | 12 maggio 2017  |
| 3  | B-o-n-Bonfire             | Il trasloco                  | 5 ottobre 2016    | 19 maggio 2017  |
| 4  | I-n-s-Inspirations        | Sensi di colpa               | 12 ottobre 2016   | 19 maggio 2017  |
| 5  | H-a-l-Halloween           | Tutti pazzi per Halloween    | 26 ottobre 2016   | 26 maggio 2017  |
| 6  | D-a-t-e-Date?             | L'appuntamento               | 9 novembre 2016   | 26 maggio 2017  |
| 7  | T-h-a-Thanksgiving        | Il giorno del Ringraziamento | 16 novembre 2016  | 2 giugno 2017   |
| 8  | R-a-y-c-Ray-Cation        | Prove di puntualità          | 30 novembre 2016  | 2 giugno 2017   |
| 9  | S-l-Sled H-o-Hockey       | JJ e l'hockey                | 7 dicembre 2016   | 9 giugno 2017   |
| 10 | C-h-o-Choir               | Canto di Natale              | 14 dicembre 2016  | 9 giugno 2017   |
| 11 | R-o-Road T-r-Trip         | Vacanza a sorpresa           | 4 gennaio 2017    | 16 giugno 2017  |
| 12 | H-e-r-Hero                | Eroe                         | 11 gennaio 2017   | 16 giugno 2017  |
| 13 | S-i-Sick D-a-Day          | Il giorno di malattia        | 18 gennaio 2017   | 23 giugno 2017  |
| 14 | V-a-l-Valentine's D-a-Day | Buon San Valentino           | 8 febbraio 2017   | 23 giugno 2017  |
| 15 | T-h-The C-l-Club          | Vita da ricchi               | 15 febbraio 2017  | 30 giugno 2017  |
| 16 | O-s-Oscar P-a-Party       | La notte degli Oscar         | 22 febbraio 2017  | 30 giugno 2017  |
| 17 | S-u-r-Surprise            | Sorpresa!                    | 8 marzo 2017      | 7 luglio 2017   |
| 18 | D-i-Ding                  | La paella                    | 15 marzo 2017     | 7 luglio 2017   |
| 19 | C-h-Cheater!              | Il futuro di JJ              | 5 aprile 2017     | 14 luglio 2017  |
| 20 | R-u-n-Runaway             | La fuga                      | 26 aprile 2017    | 14 luglio 2017  |
| 21 | P-r-Prom                  | Il primo bacio               | 3 maggio 2017     | 21 luglio 2017  |
| 22 | M-a-May-Jay               | La rivincita                 | 10 maggio 2017    | 21 luglio 2017  |
| 23 | C-a-Camp                  | La vacanza di JJ             | 17 maggio 2017    | 28 luglio 2017  |

## La rampa
- Titolo originale: P-i-Pilot
- Diretto da: Christine Gernon
- Scritto da: Scott Silveri

## I nuovi vicini
- Titolo originale: N-e-New A-i-Aide
- Diretto da: Christine Gernon
- Scritto da: Scott Silveri

## Il trasloco
- Titolo originale: B-o-n-Bonfire
- Diretto da: Bill Purple
- Scritto da: Danny Chun

## Sensi di colpa
- Titolo originale: I-n-s-Inspirations
- Diretto da: Christine Gernon
- Scritto da: Seth Kurland

## Tutti pazzi per Halloween
- Titolo originale: H-a-l-Halloween
- Diretto da: Rob Cohen
- Scritto da: Niki Schwartz-Wright

## L'appuntamento
- Titolo originale: D-a-t-e-Date?
- Diretto da: Phil Traill
- Scritto da: Danny Chun e Mark Kunerth

## Il giorno del Ringraziamento
- Titolo originale: T-h-a-Thanksgiving
- Diretto da: Claire Scanlon
- Scritto da: Eric Lapidus

## Prove di puntualità
- Titolo originale: R-a-y-c-Ray-Cation
- Diretto da: Bill Purple
- Scritto da: Carrie Rosen e Seth Kurland

## JJ e l'hockey
- Titolo originale: S-l-Sled H-o-Hockey
- Diretto da: Ken Whittingham
- Scritto da: Elizabeth Beckwith e Ron McCants

## Canto di Natale
- Titolo originale:C-h-o-Choir
- Diretto da: Christine Gernon
- Scritto da: Jeremy Bronson e Niki Schwartz-Wright

## Vacanza a sorpresa
- Titolo originale: R-o-Road T-r-Trip
- Diretto da: Ben Lewin
- Scritto da: Dan Holden e Miriam Datskovsky

## Eroe
- Titolo originale: H-e-r-Hero
- Diretto da: Victor Nelli Jr.
- Scritto da: Carrie Rosen

## Il giorno di malattia
- Titolo originale: S-i-Sick D-a-Day
- Diretto da: Bill Purple
- Scritto da: Elizabeth Beckwith e Seth Kurland

## Buon San Valentino
- Titolo originale: V-a-l-Valentine's D-a-Day
- Diretto da: Stuart McDonald
- Scritto da: Shana Goldberg-Meehan e Niki Schwartz-Wright

## Vita da ricchi
- Titolo originale: T-h-The C-l-Club
- Diretto da: Christine Gernon
- Scritto da: Danny Chun e Matt Roller

## La notte degli Oscar
- Titolo originale: O-s-Oscar P-a-Party
- Diretto da: Christine Gernon
- Scritto da: Danny Chun e Scott Silveri

## Sorpresa!
- Titolo originale: S-u-r-Surprise
- Diretto da: Michael Weaver
- Scritto da: Dan Holden

## La paella
- Titolo originale: D-i-Ding
- Diretto da: Cherie Nowlan
- Scritto da: Matt Roller

## Il futuro di JJ
- Titolo originale: C-h-Cheater!
- Diretto da: Michael Weaver
- Scritto da: Ron McCants

## La fuga
- Titolo originale: R-u-n-Runaway
- Diretto da: Claire Scanlon
- Scritto da: Mark Kunerth

## Il primo bacio
- Titolo originale: P-r-Prom
- Diretto da: Bill Purple
- Scritto da: Eric Lapidus (storia) e Elizabeth Beckwith (sceneggiatura)

## La rivincita
- Titolo originale: M-a-May-Jay
- Diretto da: Geeta Patel
- Scritto da: Miriam Datskovsky e Bryan Keefer

## La vacanza di JJ
- Titolo originale: C-a-Camp
- Diretto da: Christine Gernon
- Scritto da: Matt Roller e Danny Chun